# 虹がきらい
「虹がきらい」（にじがきらい）は、平松愛理の6枚目のシングル。1991年5月21日にポニーキャニオンからリリースされた。
表題曲はTBS系バラエティ番組「ぷるるんクニクニ島」のエンディングテーマとして使用された。
カップリング曲「悲しくて悲しすぎて」は、アルバム『MY DEAR』からのシングルカット。

## 収録曲
1. 虹がきらい (4:05)
作詞・作曲：平松愛理 / 編曲：清水信之
2. 悲しくて悲しすぎて (4:53)
作詞・作曲：平松愛理 / 編曲：萩田光雄